# Richard Lásik
Richard Lásik (ur. 18 sierpnia 1992 w Bratysławie) – słowacki piłkarz grający na pozycji prawego obrońcy. Zawodnik klubu US Avellino 1912.

## Kariera klubowa
Swoją karierę piłkarską Lásik rozpoczął w klubie Slovan Bratysława. Następnie w latach 2004–2007 trenował w Akademii Piłkarskiej Jozefa Vengloša. W 2007 roku wyjechał do Włoch i został zawodnikiem Brescii Calcio. Do 2012 roku grał w juniorach tego klubu.
Na początku 2012 roku Lásik został wypożyczony do MFK Ružomberok. Swój debiut w tym klubie zanotował 27 marca 2012 w przegranym 0:1 domowym meczu z FK Senica. W Ružomberoku grał przez pół roku.
Latem 2012 roku Lásik wrócił do Brescii Calcio. 25 sierpnia 2012 zadebiutował w barwach Brescii w Serie B w przegranym 0:1 wyjazdowym meczu z FC Crotone. W sezonie 2012/2013 był podstawowym zawodnikiem Brescii.
| Sezon   | Klub              | Kraj     | Rozgrywki    | Mecze | Bramki |
| ------- | ----------------- | -------- | ------------ | ----- | ------ |
| 2011/12 | MFK Ružomberok    | Słowacja | Corgoň Liga  | 11    | 1      |
| 2012/13 | Brescia Calcio    | Włochy   | Serie B      | 31    | 1      |
| 2013/14 | Brescia Calcio    | Włochy   | Serie B      | 10    | 0      |
| 2014/15 | Slovan Bratysława | Słowacja | Fortuna Liga | 22    | 0      |
| 2015/16 | Slovan Bratysława | Słowacja | Fortuna Liga | 2     | 0      |
| 2015/16 | Baník Ostrawa     | Czechy   | Synot Liga   | 19    | 1      |
| 2016/17 | Slovan Bratysława | Słowacja | Fortuna Liga | 4     | 1      |
| 2016/17 | US Avellino 1912  | Włochy   | Serie B      | 29    | 2      |
| 2017/18 | US Avellino 1912  | Włochy   | Serie B      |       |        |

## Kariera reprezentacyjna
W swojej karierze Lásik grał w młodzieżowych reprezentacjach Słowacji. W dorosłej reprezentacji zadebiutował 6 lutego 2013 roku w przegranym 1:2 towarzyskim meczu z Belgią, rozegranym w Brugii. W 78. minucie meczu zmienił Tomáša Hubočana, a w 88. minucie zdobył gola.